# Erste russische Weltumseglung
Die erste russische Weltumseglung unter der Leitung Adam Johann von Krusensterns begann am 7. August 1803 und dauerte bis zum 19. August 1806. Krusenstern segelte mit dem  Schiff Nadeschda von Kronstadt aus. Begleitet wurde er von Juri Lissjanski, welcher das Schiff Newa befehligte. Das Hauptziel dieser Forschungsreise war der Aufbau  diplomatischer und wirtschaftlicher Beziehungen Russlands zu Japan. Hierfür wurde der bevollmächtigte Botschafter Nikolai Rezanov auserkoren.

Schiffsrouten der ersten russischen Weltumseglung (blau: Nadeschda; rot: Newa)

## Ziele der Expedition
Neben dem Ziel des Aufbaus diplomatischer und wirtschaftlicher Beziehungen zu Japan gab es auch exploratorische Absichten. Die See- und Landkarten sollten überprüft und bei Bedarf korrigiert werden. Vor allem sollte das Mündungsgebiet des Amur genauer erforscht werden.

## Reiseroute
Die Expedition begann für Krusenstern und Lissjanski in Kronstadt, Russland am 7. August 1803. Von hier aus segelten sie zunächst gemeinsam nach Kopenhagen, das sie am 17. August 1803 erreichten, Falmouth (27. September 1803) und schließlich zu den Kanarischen Inseln (19. Oktober 1803). Ab hier sollte die Expedition auf der Südhalbkugel fortgeführt werden. So waren die nächsten Reiseziele Florianópolis, Brasilien (21. Dezember 1803), die Osterinseln (15. April 1804, wo nur die Newa anlegte), die Insel Nuku-Hiva (5. Mai 1804) und anschließend Hawaii (8. Juni 1804). Hier trennten sich Krusenstern und Lissjanski. Krusenstern steuerte von Hawaii aus Kamtschatka, Russland (14. Juli 1804) an. Von hier aus ging es weiter nach Nagasaki in Japan (3. Oktober 1804) und wieder zurück nach Kamtschatka. Lissjanski fuhr mit der Newa nach Novo-Arkhangelsk (10. Juli 1804, heute Sitka, Alaska).
Krusenstern und Lissjanski trafen beide im November 1804 in China ein. Von hier aus ging es über das Kap der Guten Hoffnung wieder zurück nach Kronstadt (19. August 1806).

## Expeditionsausrüstung
Neben einem Chronometer, welches genutzt wurde, um geografische Koordinaten zu bestimmen, und der „Galsov-Maschine“, welche die Bestimmung der Temperatur im tieferen Ozean ermöglicht, gab es an Bord der beiden Schiffe eine umfassende Bibliothek an Reisebeschreibungen, wissenschaftlichen Arbeiten, Sammlungen von Atlanten und Karten. Dazu kamen Geräte zur Messung von Temperatur, Luftdruck und Luftfeuchtigkeit, Windstärke, Windrichtung und -dauer.

## Besatzung
Die Anzahl der Personen an Bord der beiden Schiffe belief sich auf 129 Mann. Die Mannschaft bestand aus Offizieren, Unteroffizieren und einfachen Seeleuten. Dazu kam das dem Botschafter Rezanov untergeordnete Personal, der Schiffsarzt Karl von Espenberg, der Kartograf Fabian Gottlieb von Bellingshausen, der Botaniker und Zoologe Wilhelm Gottlieb Tilesius von Tilenau, der Astronom Franz Xaver von Zach, der Musiker Johann Kaspar Horner und der erst 15-jährige Kadett Otto von Kotzebue.